# خطای دید

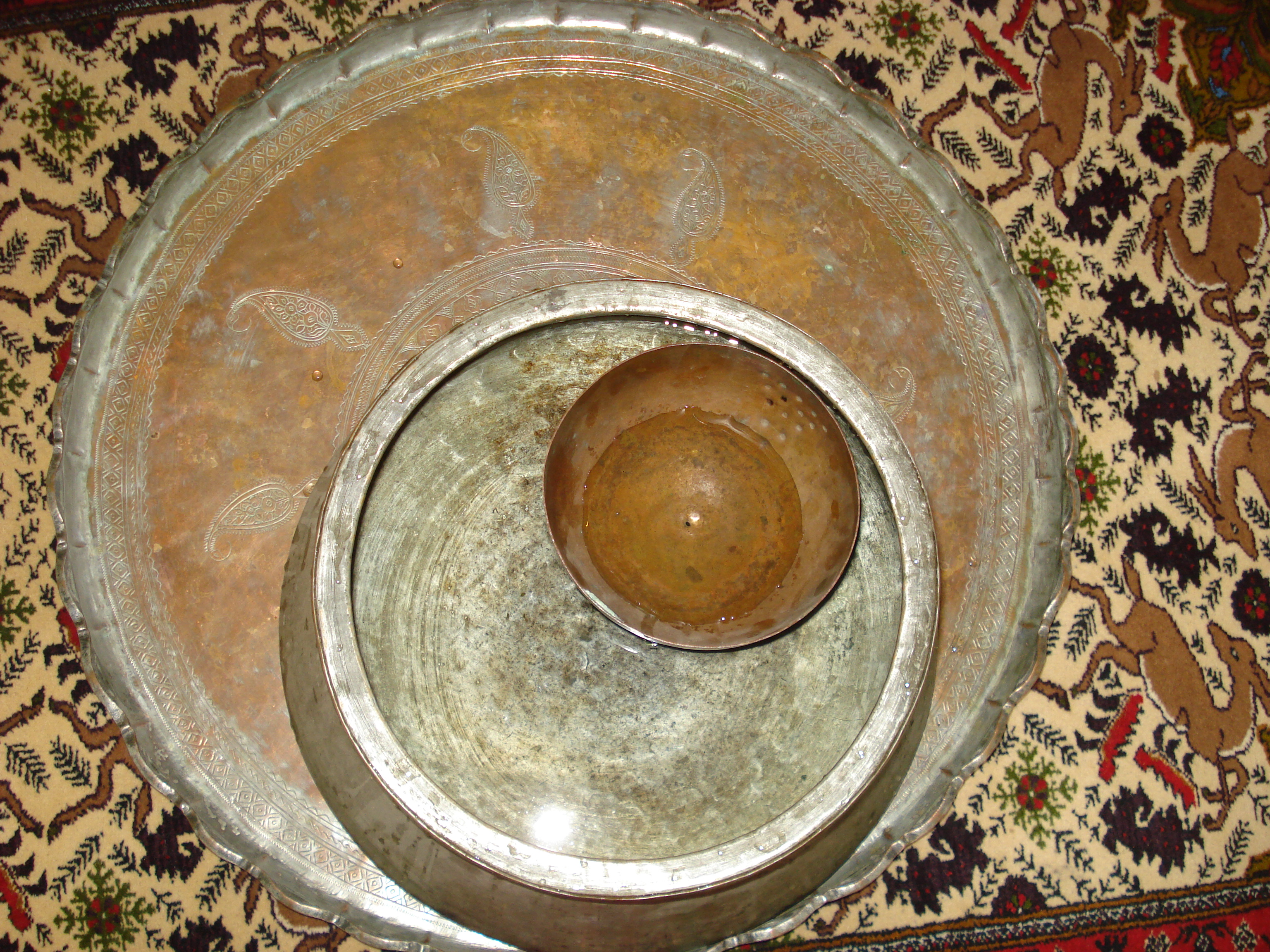
Water clock zibad

خطای دید (نام‌های دیگر: خطای بصری، خطای چشم) یک وهم نوری است و به‌طور کلی توهمی است که توسط سیستم فیزیولوژی دستگاه بینایی ایجاد و با یک ادراک بصری مشخص می‌شود که به نظر می‌رسد متفاوت از واقعیت است. خطای دید بسیار متنوع است و طبقه‌بندی آنها دشوار است چرا که علت اصلی آن اغلب روشن نیست با این همه، طبقه‌بندی پیشنهادشده توسط ریچارد گریگوری به عنوان یک جهت‌گیری مفید در این رابطه شناخته می‌شود. از پدیده خطای دید در توانبخشی برخی از بیماری‌های روانی همچون سندرم اندام خیالی و اسکیزوفرنی هم استفاده می‌شود.

## پدیدهٔ سراب
سراب نیز یک نوع خطای چشمی (خطای دید) و ذهنی به حساب می‌آید. این خطای چشم، توسط انعکاس نور به وجود می‌آید. در هوا لایه‌های هوایی زیادی وجود دارند. لایه‌هایی که نزدیک ترند، مطمئناً داغ تر و شل‌تر هستند. وقتی که خورشید به زمین می‌تابد پرتوهای نور آن به زمین می‌رسند و زمین را گرم می‌کنند و با رد شدن نور خورشید از این لایه‌ها، سراب به وجود می‌آید. سراب را بیشتر می‌توانید در بیابان و در تابستان وقتی که در جاده هستید، مشاهده کنید. این خطای چشمی، گاهی به صورت آب یا به صورت آبادی دیده می‌شود.

## تپه گرانشی

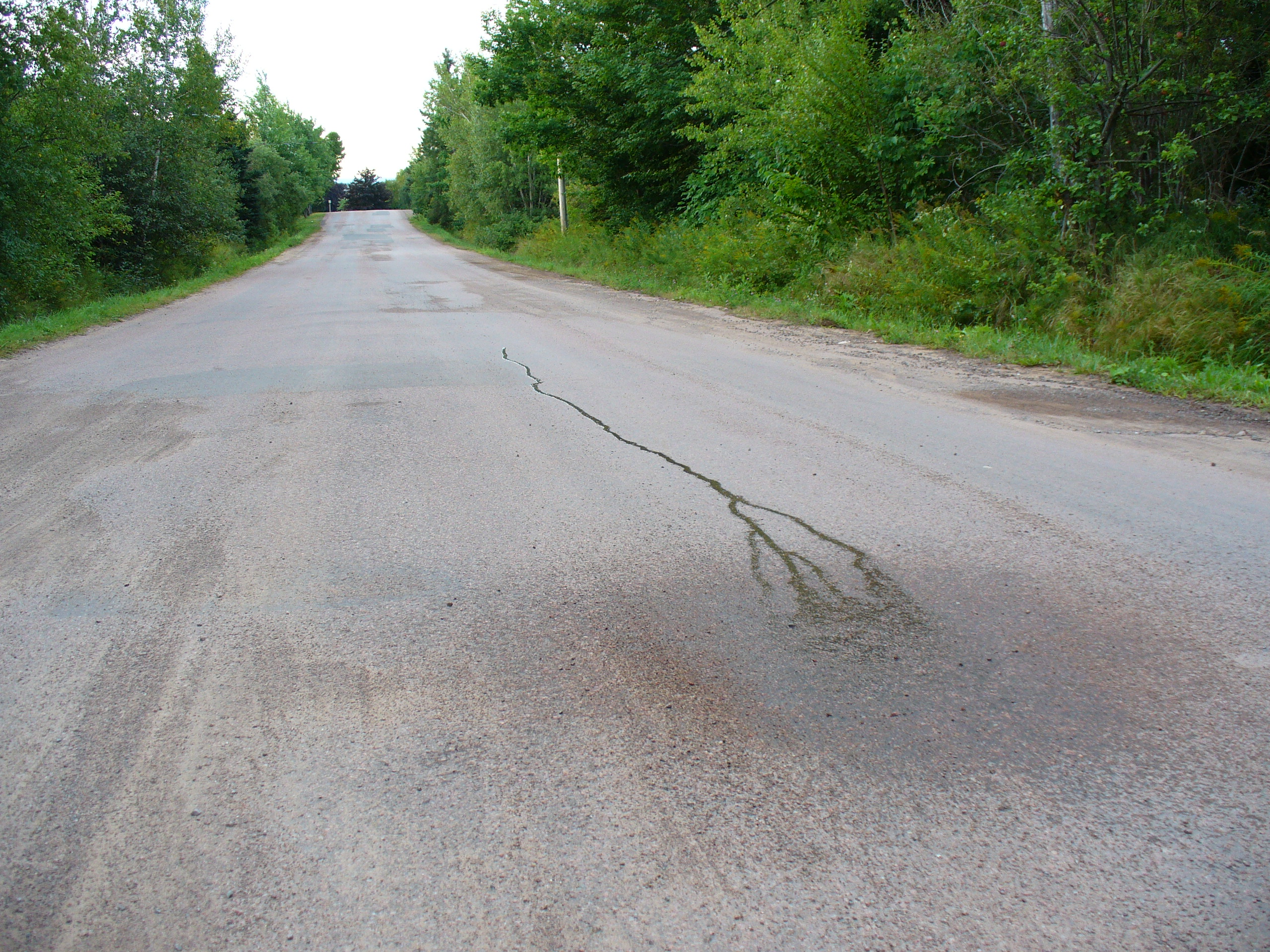
آب به نظر می‌رسد که در حال بالا رفتن از سراشیبی جاده است

توهم «تپه گرانشی» که با نام‌های تپهٔ مغناطیسی، تپهٔ مرموز، جاذبه معکوس، ضد جاذبه نیز شناخته می‌شود؛ به سرازیری‌ای گفته می‌شود که به دلیل حالت خاص توپوگرافی محیط اطراف آن، خطای دید به وجود آورده و بیننده دچار توهم می‌شود که در سربالایی قرار دارد. در جاده‌هایی که این توهم در آن اتفاق می‌افتد، اگر رانندگان خودروهای خود را در حالت خلاص قرار دهند، به نظر می‌رسد که خودرو در حال حرکت برخلاف جهت شیب جاده است. صدها تپه گرانشی شناخته شده در سراسر جهان وجود دارد.

## رنگین کمان
رنگین کمان نیز یک خطای چشم است. محل قرار گرفتن رنگین کمان مهم نیست، چیزی که در تشکیل رنگین کمان مهم است، محل قرار گرفتن خورشید و قطره‌های باران است؛ زیرا وقتی نور خورشید از پشت به قطره‌های باران بتابد، قطره‌های باران مانند منشور عمل می‌کنند و نور خورشید را به هفت رنگ مختلف تجزیه می‌کند. رنگین کمان، این پدیدهٔ زیبا، چیزی است که همه آن را می‌توانند مشاهده کنند ولی این تنها بازی نور است.

## پرتوهای خلاف جهت خورشید یا آنتی سولار
گاهی به نظر می‌رسد که پرتوهای خورشید در خلاف جهت منشأ خود قرار گرفته‌اند و به سمت ضد خورشید، افکنده شده‌اند. این پرتوها به دلیل انکسار و پراکندگی نور خورشید در اثر عبور از میان ذرات معلق موجود در هوا مانند گرد و غبار و بخار آب به وجود می‌آید. گاهی در بعضی نواحی ابرها یا پستی و بلندی زمین جلو خورشید را می‌گیرند و موجب می‌شوند این پرتوها به‌طور واضح دیده شوند. آنتی سولار نیز جزو خطای دید است.
پرتوهای خورشید همه با یکدیگر موازی هستند زیرا خورشید بسیار از زمین دور است. با این وجود در اکثر مواقع و به خصوص در هوای ابری یا در حوالی غروب و طلوع خورشید به نظر می‌رسد که این پرتوها از یک نقطه آغاز و به اطراف پراکنده شده‌اند یا در مورد پرتوهای آنتی سولار، درست در خلاف جهت خورشید پراکنده می‌شوند.

## خطای دید مولر لایر

خطای دید مولر لایر

خطای دید مولر لایر، مبتنی بر اصول گشتالت و همگرایی و واگرایی است. این خطای دید، توسط مقایسه مجموعه ای از پاره خط‌هایی که دارای نوک و دم پیکان هستند، نمایش داده می‌شود. وقتی نوک پیکان در دو سر پاره خط رو به خارج باشد، طول پاره خط بیشتر به نظر می‌رسد.
این نمونه از خطای دید در سال ۱۸۸۹م، توسط
فرانتس کارل مولر لایر، پزشک آلمانی، ابتکار و توضیح داده شده‌است و به همین دلیل به نام او شناخته می‌شود.

## نگارخانه

Café wall illusxguion
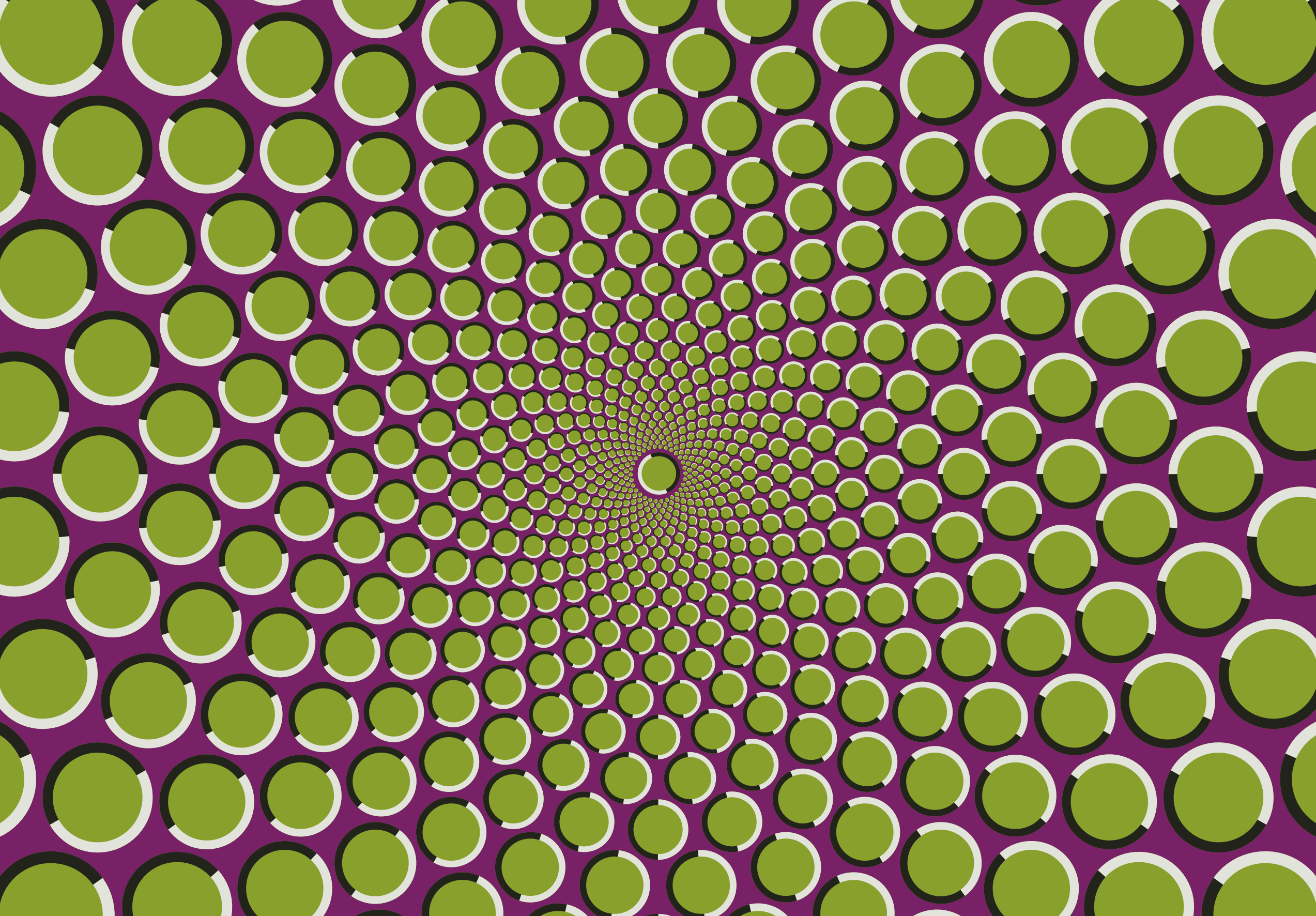
Motion illusion
Ponzo illusion
Kanizsa's Triangle
Checker version
Lilac chaser